# 衛君角
衛君角（？—？），姬姓，子南氏，名角，為秦国所立的衛君，是戰國时期諸侯國衛國的末代君主。前241年秦置東郡（今河南濮陽、山東聊城一帶），徙衛君角至野王（河南沁陽）。
前209年，衛君角被秦二世廢為庶人，衞國滅亡。

## 年表
楊寬考証認為其立年在前241年，他还认为卫君角不是卫元君之子。
卫君角元年（前241年），秦立衛国姬姓後裔角為衛君，遷徙至野王縣作為傀儡。
卫君角二十一年（前221年），秦統一天下，立為始皇帝。
卫君角三十三年（前209年），秦二世廢卫君角為庶人，衛国絕祀。